# ルレス＝ロシュムニエ
ルレス＝ロシュムニエ （Louresse-Rochemenier）は、フランス、ペイ・ド・ラ・ロワール地域圏、メーヌ＝エ＝ロワール県のコミューン。

## 地理
ソミュロワ地方にあり、コミューンはロワール・アンジュー・トゥーレーヌ地域圏自然公園に含まれている。コミューンの南側をレイヨン川の支流ドゥエ川が流れる。
1842年に合併したルレスとロシュムニエという旧コミューンで構成される。ルレスは直線距離でドゥエ＝ラ＝フォンテーヌの北西6km、ソミュールの西17kmの距離にある。洞窟住居で知られるロシュムニエは、アンジューの観光中心地である。

## 人口統計
| 1962年 | 1968年 | 1975年 | 1982年 | 1990年 | 1999年 | 2008年 | 2013年 |
| ------ | ------ | ------ | ------ | ------ | ------ | ------ | ------ |
| 647    | 602    | 583    | 593    | 579    | 613    | 832    | 799    |

参照元:1962年から1999年まで人口の2倍カウントなし。1999年までEHESS/Cassini、2004年以降INSEE

## ギャラリー

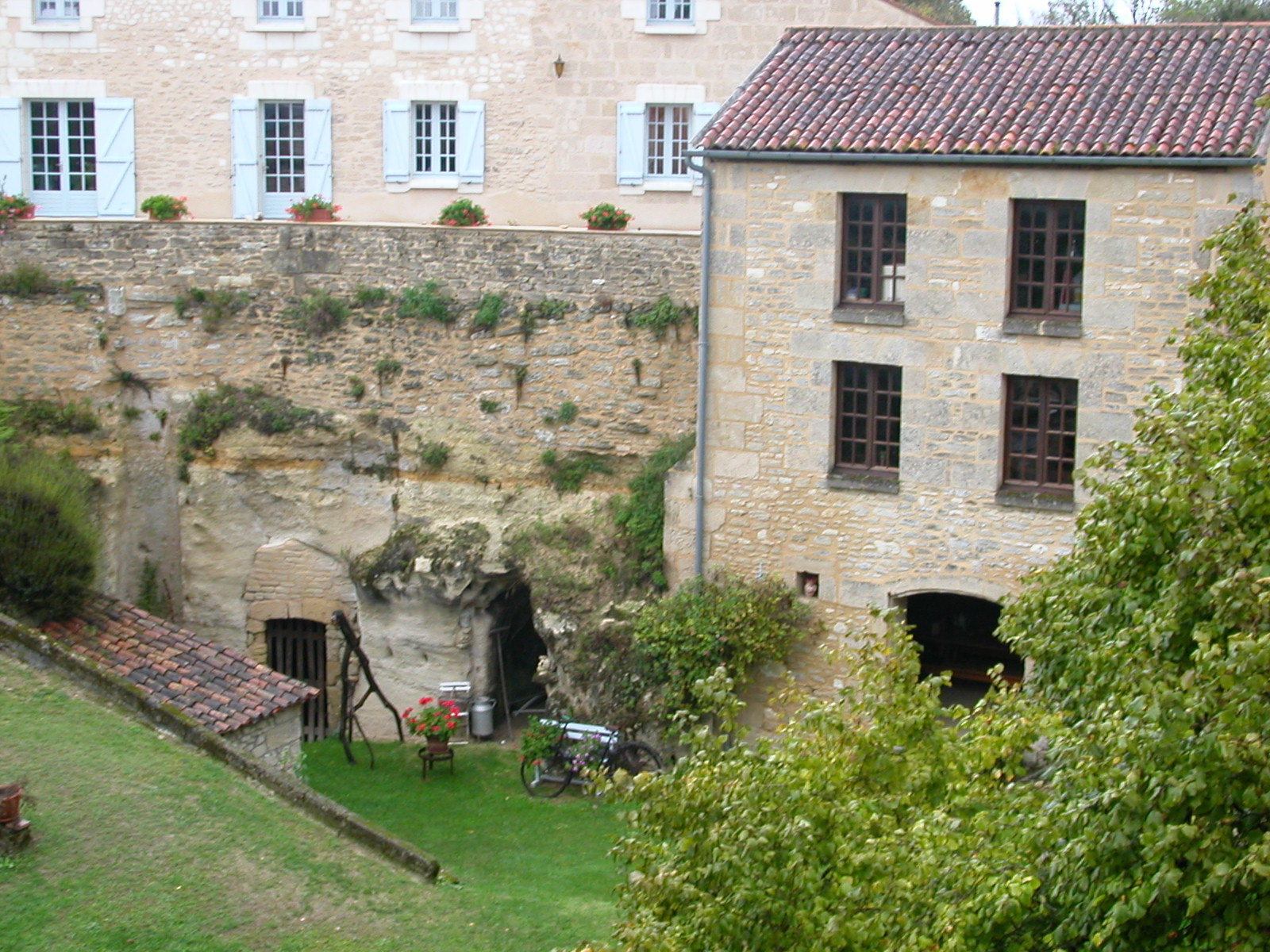
洞窟住居
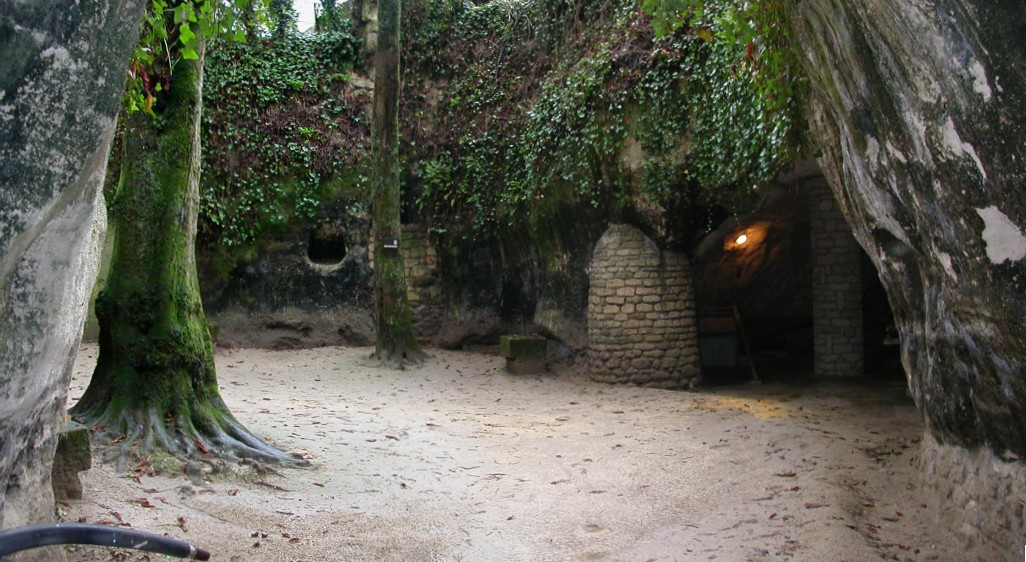
住居の外観
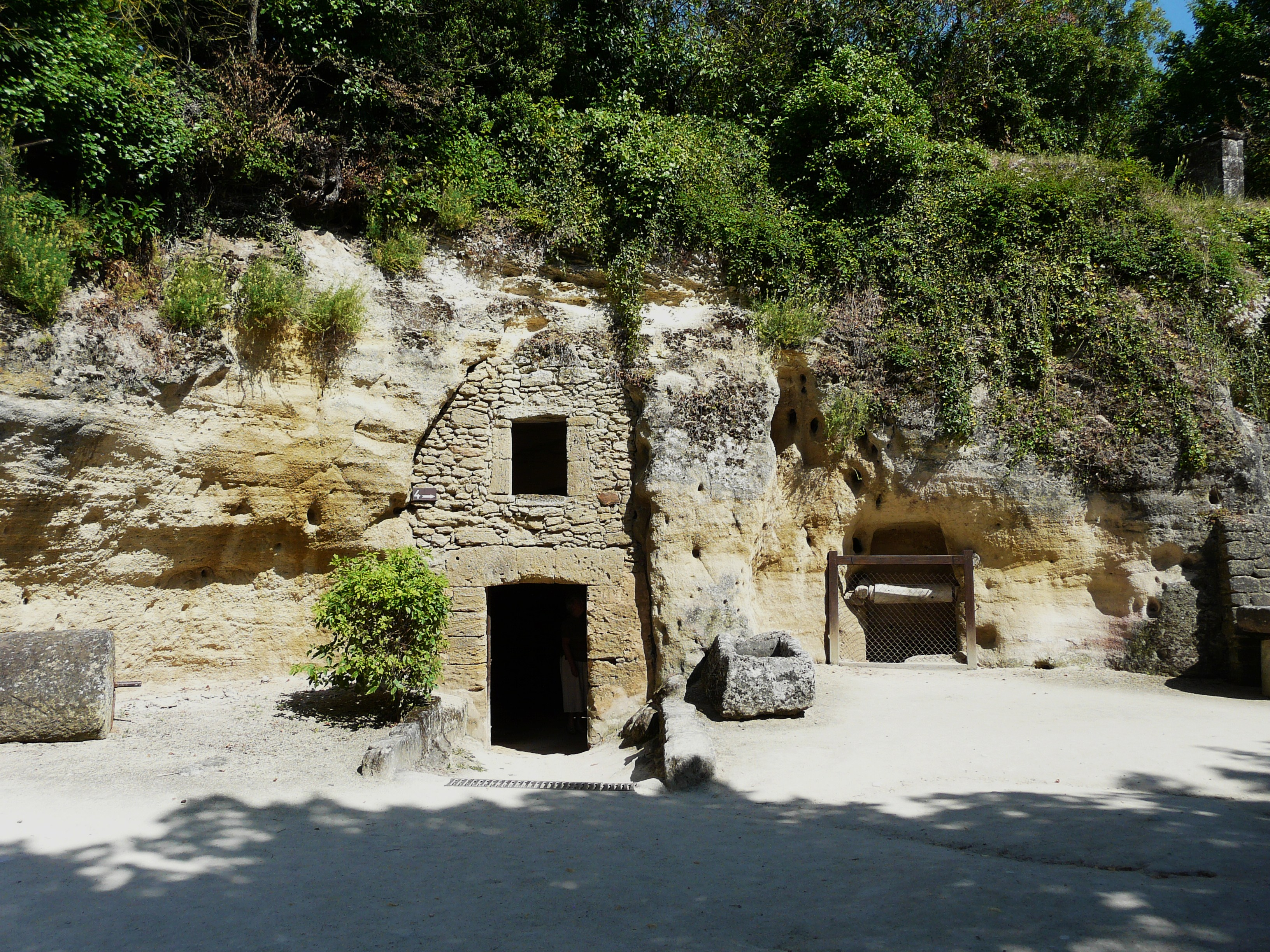
洞窟の納屋
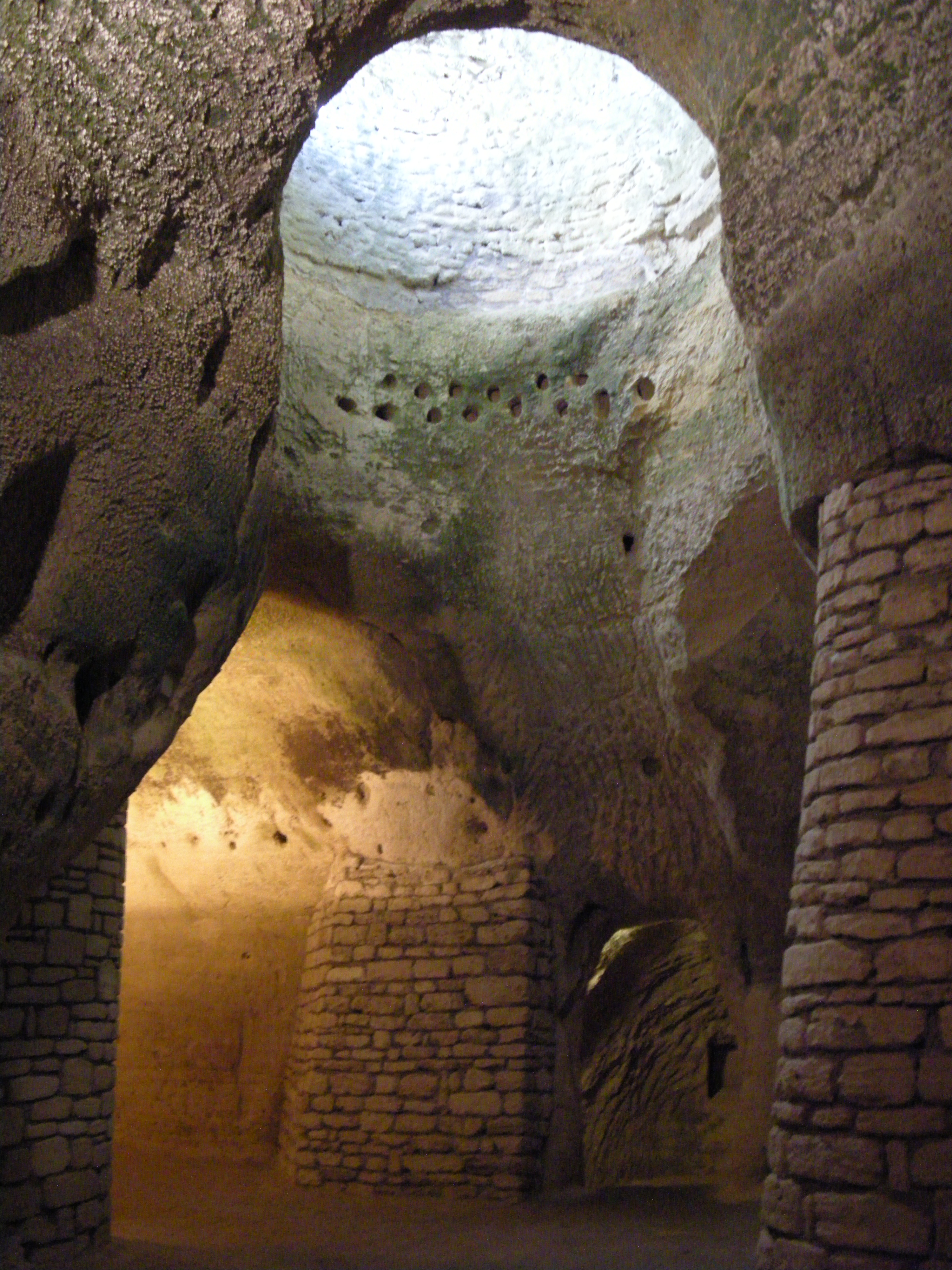
洞窟内の礼拝堂
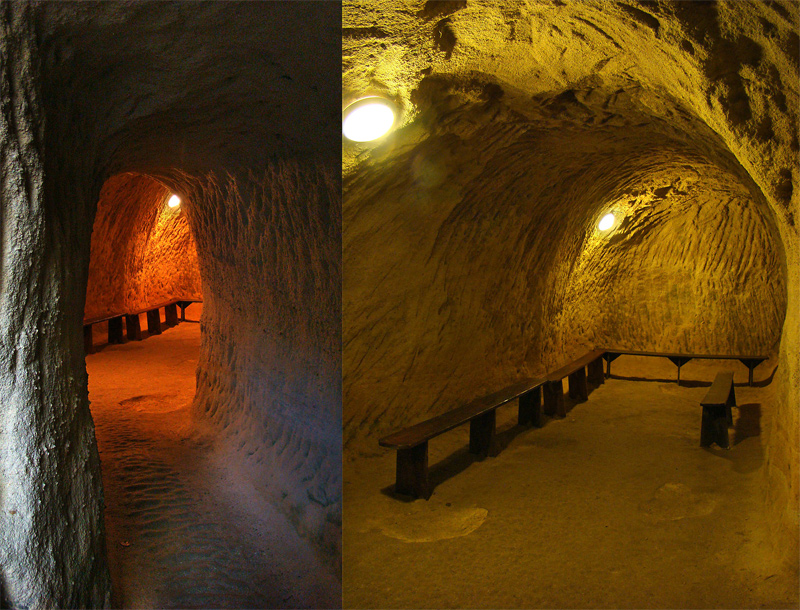
洞窟内の集会所
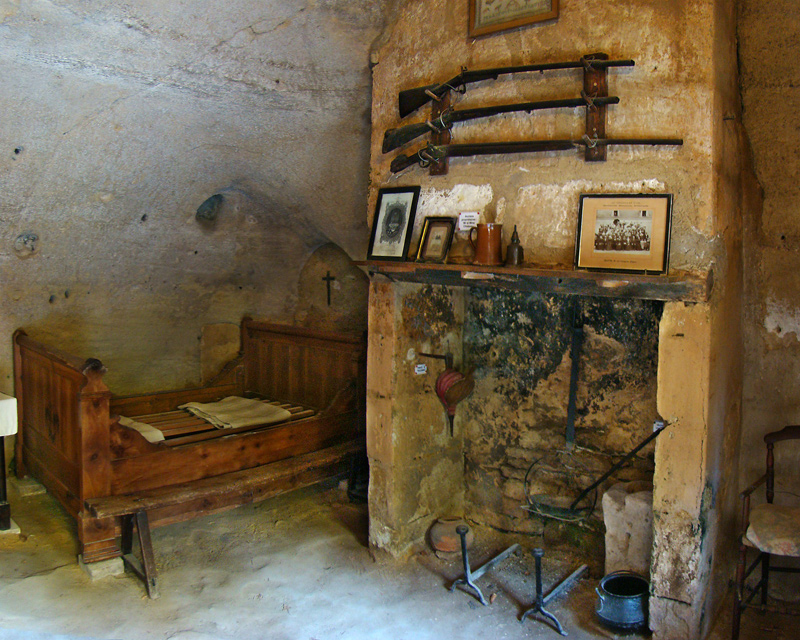
住居内部